# Ptérodactyle
Ne doit pas être confondu avec Ptéranodon.
Pterodactylus, Diopecephalus, Macrotrachelus, Pterotherium
Cet article concerne une espèce de reptile du Jurassique. Pour le film, voir Ptérodactyles (film).
Genre
Synonymes
- †Pterotherium Fischer, 1813
- †Macrotrachelus Giebel, 1852
- †Diopecephalus Seeley, 1871

Espèce
Le ptérodactyle (Pterodactylus, signifiant « doigt ailé ») est un genre fossile de ptérosaures ayant vécu au Jurassique supérieur en Europe, il y a environ 150 Ma (millions d'années).
Il ne contient probablement qu'une seule espèce valide, Pterodactylus antiquus, la première espèce de ptérosaures à avoir été nommée et identifiée comme un « reptile volant ».

## Fossiles
Ses fossiles ont tous été découverts dans le calcaire de Solnhofen, une formation géologique du sud de l'Allemagne réputée pour la qualité de préservation de ses fossiles. Cette formation est datée du Tithonien inférieur (Jurassique supérieur), il y a environ entre 150,8 et 148,5 Ma (millions d'années). Des restes fragmentaires lui ont parfois été attribués sur d'autres sites fossilifères d'Europe et en Afrique.
Le genre Pterodactylus a été le premier genre de ptérosaures créé, en 1809, par le paléontologue français Georges Cuvier dans un mémoire intitulé « Mémoire sur le squelette fossile d'un reptile volant des environs d'Aichstedt, que quelques naturalistes ont pris pour un oiseau, et dont nous formons un genre de Sauriens, sous le nom de Ptéro-Dactyle ».

### Synonymes genre
Selon Paleobiology Database en 2024, ce genre Pterodactylus a trois synonymes :
- †Pterotherium Fischer, 1813[3]
- †Macrotrachelus Giebel, 1852
- †Diopecephalus Seeley, 1871

### Synonymes espèce
- Pterodactylus longirostris Cuvier[4], 1819
- Pterodactylus crocodilocephaloides Ritgen, 1826
- Ornithocephalus kochi ?  Wagner, 1837
- Pterodactylus mayeri Muenster, 1842
- Pterodactylus spectabilis Meyer, 1861
- Pterodactylus westmani Wiman, 1925
- Pterodactylus cormoranus Döderlein, 1929

### Découverte

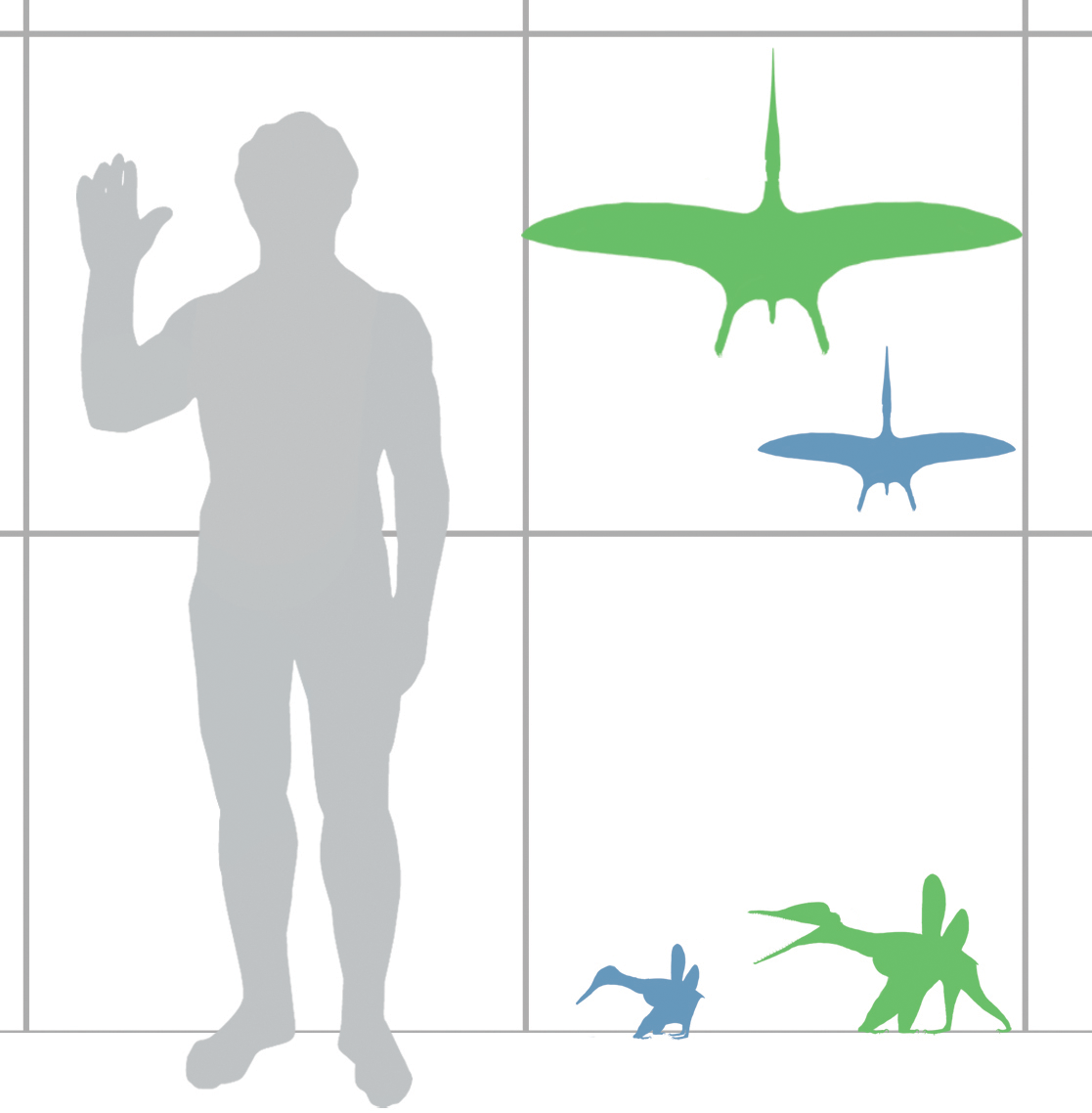
Tailles comparées d'un subadulte (en bleu) et d'un adulte (en vert),
en position de vol et debout au sol, comparées à celle d'un humain.

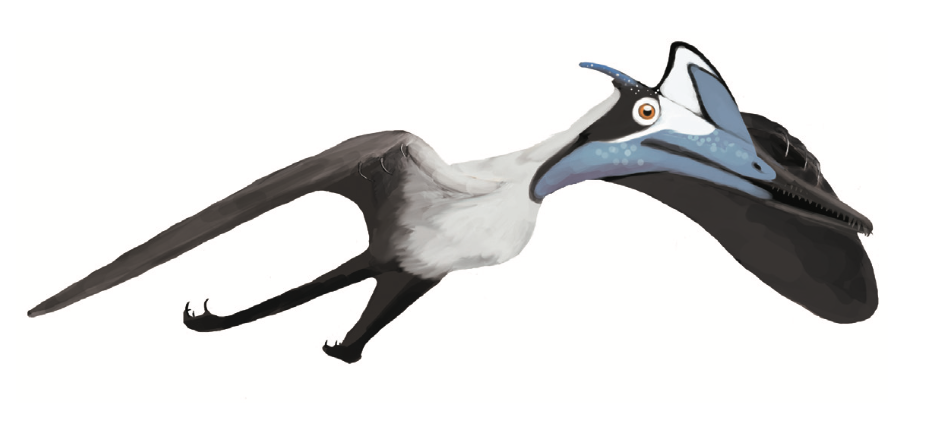
Reconstitution, par le paléoartiste Matthew Martyniuk, du plus grand spécimen connu de Pterodactylus (BMMS 7).
La forme de la crête en tissus mous au-dessus de la tête est basée sur le fossile BSP 1929.

Pterodactylus est connu par plus d'une trentaine de spécimens, souvent conservés sous forme de squelettes complets. La plupart de ces fossiles correspondent à des individus juvéniles,.

## Description
Pterodactylus antiquus est un ptérosaure de taille relativement modeste. Son envergure est estimée à partir d'un crâne isolé, le seul fossile adulte connu de l'espèce, à environ 1 mètre. Les spécimens juvéniles ont une envergure généralement deux fois moindre. C'était un carnivore qui s'attaquait probablement aux poissons et à d'autres petits animaux. Comme tous les ptérosaures, Pterodactylus avait des ailes formées par une membrane cutanée et musculaire s'étendant de son quatrième doigt allongé à ses membres postérieurs. Ces membranes étaient renforcées à l'intérieur par des fibres de collagène et à l'extérieur par des crêtes kératineuses.
Son crâne et ses mâchoires sont rectilignes, allongés et étroits. Ils portent environ 90 dents fines et coniques. Les dents sont présentes dès l'extrémité des mâchoires et diminuent de taille en allant vers l'arrière.
Des spécimens portent une crête sur le haut du crâne, constituée principalement de tissus mous. Elle s'étend à partir du bord postérieur de la grande ouverture (fenestra) naso-antorbitale, jusqu’à l'arrière du crâne. Sur au moins un spécimen, cette crête montre une courte base osseuse, comme c'est le cas chez son proche parent Germanodactylus ; ce type de crête se retrouve chez les individus les plus âgés, ce qui pourrait témoigner de son rôle lors des parades nuptiales,.
Deux spécimens de P. antiquus, l'holotype BSP AS I 739 et le crâne partiel BMMS 7, le plus grand crâne connu de l'espèce, possède ce type de crête osseuse qui mesure 4,75 cm de long, soit environ 24% de la longueur totale du crâne, et une hauteur maximale d'un peu moins d'un centimètre au-dessus des orbites.
La présence d'une crête constituée de tissus mous en arrière du crâne, évoquée par certains auteurs, n'est pas prouvée selon Christopher Bennett. Par contre, Frey et Martill décrivent sur l'os occipital une petite structure conique pointant vers l'arrière, assez souple, formée de longues fibres raidies et torsadées, et apparemment protégée par une gaine de tissus mous.

## Paléobiologie

### Variations morphologiques en fonction de l'âge
La morphologie et les proportions de Pterodactylus varient considérablement en fonction de leur âge ; cela affecte en particulier les proportions des os des membres, la taille et la forme du crâne, ainsi que la morphologie et le nombre de dents. Ces variations importantes, que l'on observe aussi chez un ptérosaure à longue queue, Rhamphorhynchus, ont conduit à créer de nombreuses espèces, voire des genres pour des animaux qui étaient simplement des ptérodactyles plus ou moins jeunes. Plusieurs analyses morphométriques utilisant diverses méthodes pour définir les courbes de croissance parmi des spécimens connus paraissent démontrer qu'il n'y a en fait qu'une seule espèce de Pterodactylus valide : P. antiquus.
Le plus jeune spécimen connu de P. antiquus ne possède que 15 dents, qui montrent une base large. La plupart des autres spécimens possèdent des dents plus fines et beaucoup plus nombreuses.

### Classes d'âge
Christopher Bennett définit ainsi trois classes d'âges :
- la première classe présente des crânes de seulement 1,5 à 4,5 cm de long ;
- la deuxième classe présente des crânes de 5,5 à 9,5 cm de long, qui appartiennent cependant toujours à des formes immatures.

Ces deux premières classes étaient autrefois classées comme juvéniles et adultes de l'espèce P. kochi, jusqu'à ce qu'une étude plus approfondie démontre que même les supposés « adultes » étaient immatures et appartenaient peut-être à un genre distinct ; 

- la troisième classe regroupe les formes traditionnellement attribuées à P. antiquus, ainsi que de grands spécimens isolés. Cependant même ces individus montrent des signes d'immaturité. Les Pterodactylus vraiment matures soit sont encore inconnus, soit ont été classés par erreur dans d'autres genres[5].

Ces classes d'âge distinctes montrent que cette espèce, comme le ptérosaure contemporain Rhamphorhynchus muensteri, se reproduisait probablement de façon saisonnière et croissait en taille de façon constante au long de sa vie. Chaque saison naît une nouvelle génération qui revient l'année suivante au moment où éclot la génération suivante, ce qui donne lieu à des groupes distincts d'individus de taille et d'âge similaires dans les archives fossiles,.
La classe des plus petits ptérodactyles correspond à des individus de moins d'un an, qui commencent seulement à voler. La classe suivante regroupe des spécimens âgés de un à deux ans, et la troisième classe représente de ptérodactyles âgés de plus de deux ans. Ce modèle de croissance est proche de celui des crocodiliens modernes, plutôt que de la croissance rapide des oiseaux modernes,.

### Mode de vie
Bennett en 2018 suggère une différenciation de niche entre les juvéniles et les adultes de Pterodactylus, ainsi que chez plusieurs genres de ptérosaures, dont Pteranodon, Rhamphorhynchus et Anhanguera. L'existence de ces niches ontogéniques impliquerait selon lui une assez faible diversité spécifique chez les ptérosaures à l'instar de celle des crocodiliens.
La comparaison entre les anneaux sclérotiques des orbites de Pterodactylus antiquus et ceux des oiseaux actuels et des reptiles fait penser que les ptérodactyles étaient diurnes. Cela conduirait à envisager une autre différenciation de niche parmi les ptérosaures, car certains de ses contemporains comme Ctenochasma et Rhamphorhynchus sont réputés nocturnes.

## Historique

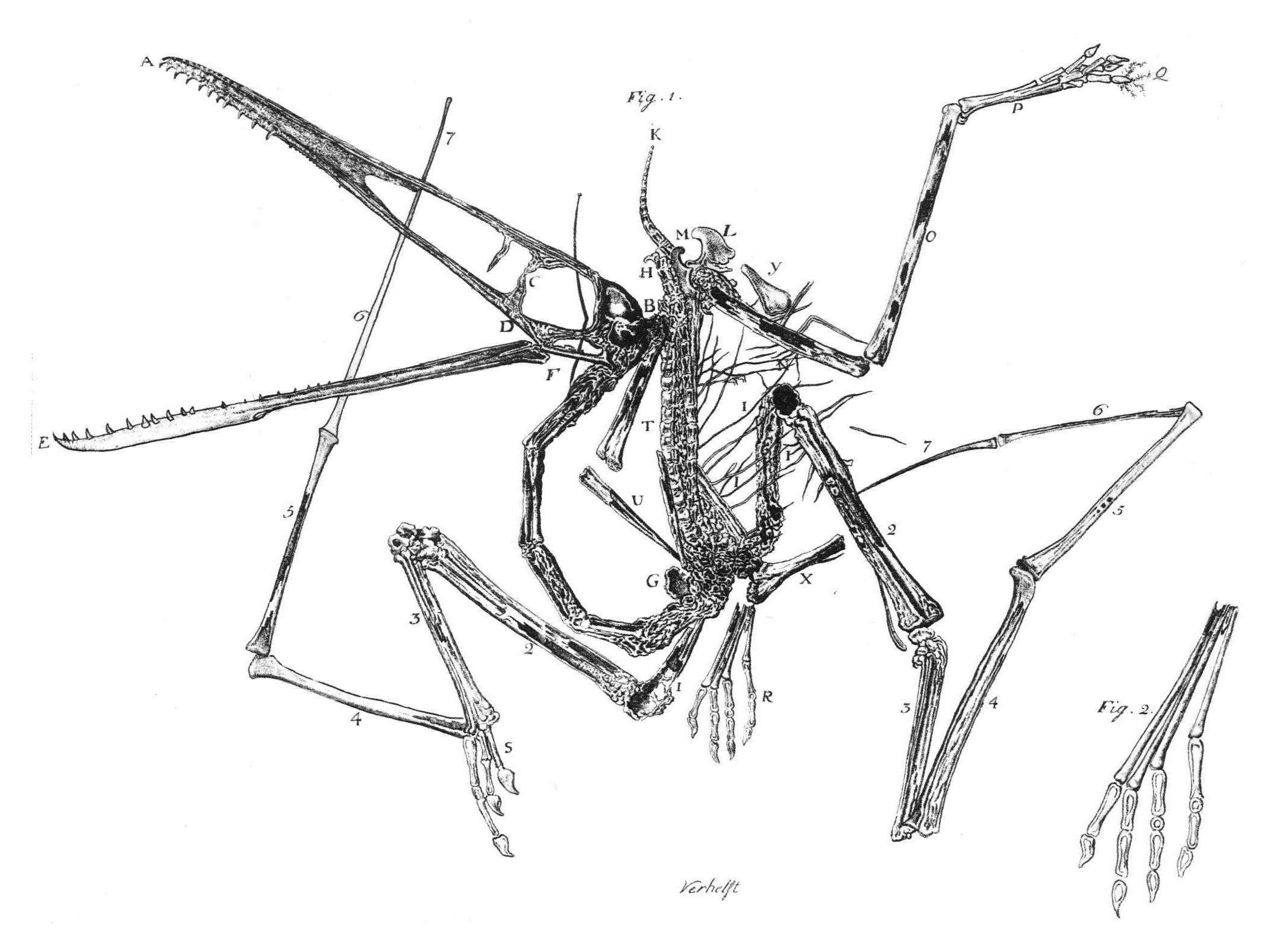
Gravure originale sur cuivre de l'holotype de P. antiquus par Egid Verhelst II, publiée par l'homme de sciences italien Cosimo Alessandro Collini en 1784.

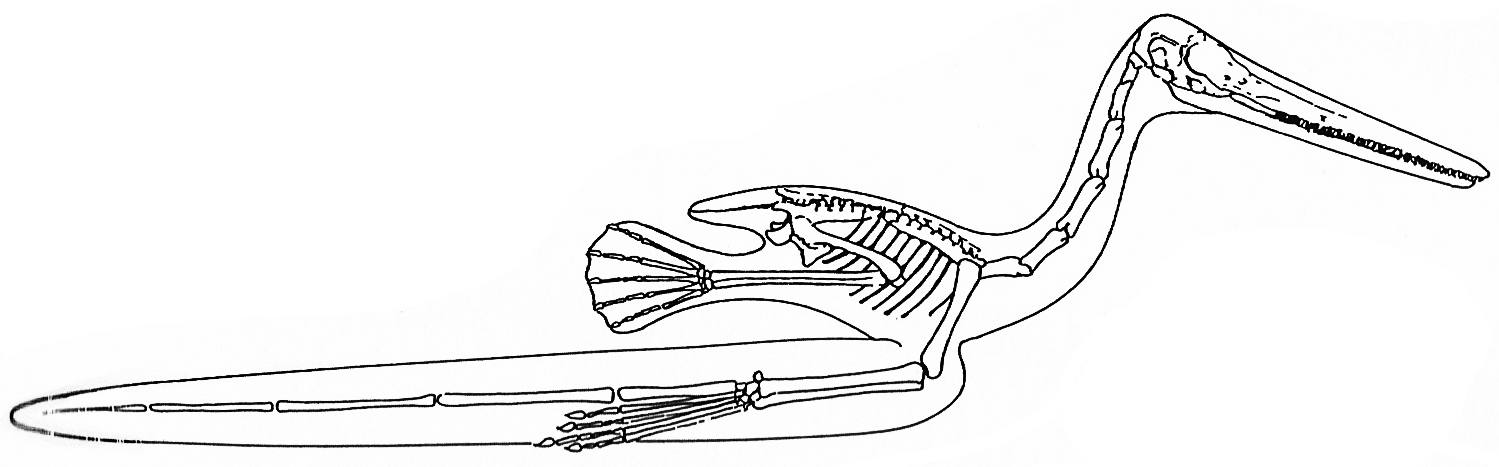
Dessin du zoologiste allemand Johann Georg Wagler, en 1830, représentant Pterodactylus comme un animal aquatique, alors que la plupart des paléontologues ont accepté qu'il s'agissait d'un reptile volant.

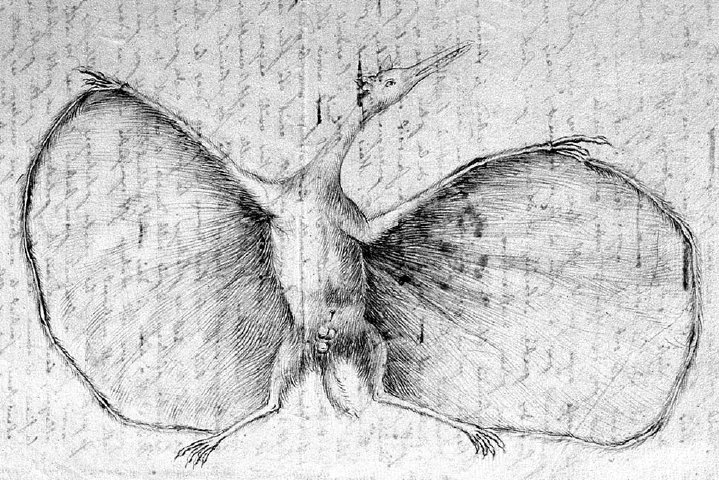
Première tentative de représentation d'un ptérodactyle vivant par le naturaliste français Jean Hermann en 1800.

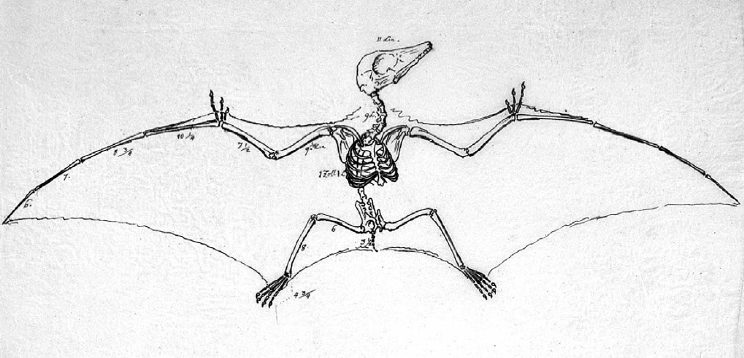
Dessin interprétatif erroné de « Pterodactylus brevirostris » en 1817 par le paléontologue allemand Samuel Thomas von Sömmerring.

### Animal aquatique
Le spécimen type de Pterodactylus antiquus a été un des premiers ptérosaures identifié. Son squelette a été découvert en Bavière, près d'Eichstätt dans une carrière ouverte dans le calcaire lithographique de Solnhofen. Il a été décrit en 1784 par le scientifique italien Cosimo Alessandro Collini, alors conservateur du cabinet de curiosités (un précurseur du concept moderne du musée d'histoire naturelle) du palais de Charles-Théodore, l'électeur de Bavière à Mannheim.
Collini ne l'identifie pas comme un animal volant, car il rejette les analogies qu'il présente avec les oiseaux ou les chauves-souris. Il pense qu'il s'agit d'une créature marine, principalement parce qu'il est convaincu que les profondeurs de l'océan étaient les plus susceptibles d'avoir hébergé ce type d'animaux inconnus,. L'idée que les ptérodactyles sont des animaux aquatiques va perdurer chez certains scientifiques jusqu'en 1830 ; à cette date le zoologiste allemand Johann Georg Wagler l'inclut dans un texte sur les amphibiens avec une illustration où l'animal utilise ses ailes comme des nageoires. Wagler va jusqu'à classer Pterodactylus, en compagnie d'autres vertébrés aquatiques (des plésiosaures, ichthyosaures et monotrèmes), dans la classe des Gryphi, entre les oiseaux et les mammifères.

### Reptile volant
C'est le naturaliste français Jean Hermann qui le premier déclare que Pterodactylus utilisait son quatrième doigt très allongé pour soutenir une aile membraneuse. En mars 1800, quelques mois avant sa mort, il attire l'attention du grand anatomiste et paléontologue français Georges Cuvier sur l'existence du fossile de Collini, croyant qu'il a été volé par les troupes de Napoléon et envoyé à Paris. Hermann décrit dans une lettre à Cuvier l'animal qu'il croit être un mammifère. Il joint à sa description un dessin qui constitue la première tentative de représentation d'un ptérodactyle vivant. Il le dessine avec des ailes membraneuses qui s'étendent du quatrième doigt (très allongé) jusqu'à la cheville, et couvre l'animal d'un pelage, alors qu'aucune membrane d'aile ou trace de fourrure n'est présente sur ce spécimen.
Hermann place aussi une petite membrane tendue entre le cou et les poignets de l'animal comme chez les chauves-souris. Cuvier approuve cette interprétation, et comme le lui suggère Hermann, il devient le premier à publier ces idées en décembre 1800. Cuvier note que l'allongement de ce quatrième doigt servait sans aucun doute à soutenir une membrane qui devait constituer une bonne aile. Cependant, à la différence d'Hermann, Cuvier était convaincu que Pterodactylus était un reptile.

### Description officielle
Le fossile, qui n'avait pas été saisi par les Français, a été transféré de Mannheim à Munich en 1802 après la mort de Charles-Théodore de Bavière. Cuvier demande au « conservateur » Johann Paul Carl von Moll (de) de pouvoir étudier sur place le fossile, ce à quoi il lui est répondu que le spécimen est introuvable.
En 1809, Cuvier publie une description un peu plus longue que celle de 1800 dans laquelle il nomme l'animal « Pétro-Dactyle », sans même avoir vu le spécimen original (l’erreur typographique initiale sera ensuite corrigée en « Ptéro-Dactyle ». Il réfute également l'hypothèse du biologiste allemand Johann Friedrich Blumenbach qui le considérait comme un oiseau de rivage.
Le fossile est en fait en cours d'études par le paléontologue allemand Samuel Thomas von Sömmerring qui publie en 1812 une description du spécimen sous le nom de Ornithocephalus antiquus. Pour Sömmerring il s'agit à la fois d'un mammifère (une chauve-souris) et d'une forme entre les mammifères et les oiseaux. Cuvier exprime son désaccord la même année dans son ouvrage Recherches sur les ossemens fossiles, où il fournit une longue description à la fin de laquelle il réaffirme que l'animal est un reptile.

### Second spécimen
En 1817, un second spécimen de Pterodactylus est mis au jour, également à Solnhofen. Ce tout petit spécimen est décrit la même année par Sömmerring sous le nom de Ornithocephalus brevirostris, le nom spécifique indiquant qu'il possède un museau court. Depuis ce museau court a été interprété comme un caractère juvénile et ce spécimen est aujourd'hui considéré comme un juvénile d'un autre genre, probablement Ctenochasma. Il fournit une reconstitution du squelette de l'animal, une première pour un ptérosaure, mais en confondant les longs métacarpes avec les os de l'avant-bras, l'avant-bras avec l'humérus, l'humérus avec le sternum et le sternum avec les omoplates. Sömmerring conforte ainsi sa propre opinion qu'il s'agit d'un mammifère et que les ptérosaures à ailes de chauve-souris étaient quadrupèdes, maladroits au sol, portaient une fourrure, étaient des animaux à sang chaud et avaient une membrane alaire atteignant la cheville. Ce modèle qu'il défend conservera une influence même après 1860 quand un consensus se dégagera pour accepter qu'il s'agit de reptiles. Cette taxonomie typologique très influencée par la représentation picturale a été évoquée en 1987 par le paléontologue américain Kevin Padian, qui souligne des caractères qui ont été vérifiés depuis, d'autres réfutés et d'autres encore discutés[pas clair].

## Classification

### Anciennes espèces
De très nombreuses espèces de Pterodactylus ont été nommées et, durant la première moitié du 19e siècle, tous les ptérosaures découverts portaient ce nom qui est donc devenu un taxon poubelle. Les ptérosaures très différents de Pterodactylus ont fini par avoir leurs propres noms de genre. Mais pour les ptérodactyles des sites du calcaire de Solnhofen dans le sud de l’Allemagne, la moindre différence entre deux spécimens a conduit à l'érection de nombreuses espèces, sans tenir suffisamment compte des variations individuelles, du sexe, de l'âge des animaux fossilisés et des conditions de fossilisation.
À partir des années 1970, un grand travail de révision taxonomique a été entrepris. Le paléontologue allemand Peter Wellnhofer a réduit le nombre d'espèces attribuées à Pterodactylus à une demi-douzaine, en constatant que de nombreuses espèces étaient décrites à partir de spécimens juvéniles souvent reconnus par la suite comme des jeunes d'autres genres de ptérosaures.
Dans les années 1990, il a été constaté que même les espèces restant attribuées au genre Pterodactylus devaient être reconsidérées. P. elegans par exemple a été déterminé dans plusieurs études comme un Ctenochasma immature. Une autre espèce, P. micronyx, basée sur des individus très jeunes et de petite taille est très difficile à attribuer à un genre. Elle a été considérée comme des juvéniles de Gnathosaurus subulatus ou d'une des espèces du genre Ctenochasma, et, en 2011, d'un nouveau genre : Aurorazhdarcho,.
L'espèce P. longicollum a une histoire encore plus complexe car sa description ne s'appuie que sur des restes partiels, dont une partie s'est avérée ne pas lui appartenir. Après qu'elle a été parfois rapprochée de Germanodactylus et de Diopecephalus,, Ch. Bennett a finalement créé un nouveau genre pour elle en 2013 : Ardeadactylus.

### Une espèce ou trois?
Dans les années 2010, plusieurs études se sont intéressées aux deux espèces P. kochi et P. scolopacicepsen concluant qu'il s'agissait probablement de formes juvéniles de P. antiquus, cette dernière restant ainsi la seule espèce valide du genre. Cependant en 2014, deux paléontologues, Steven Vidovic et David Martill, commencent à remettre en question ce nouveau paradigme, en mettant en avant des différences dans les longueurs des vertèbres cervicales, la taille des dents et leur répartition sur les mâchoires, la morphologie du crâne, des différences qu'ils considèrent pour distinguer les trois espèces. Leurs études phylogénétiques montrent qu'elles ne forment pas un groupe naturel, ce qui les conduit à créer un nouveau genre, 
Aerodactylus, pour P. scolopaciceps, et proposent d'attribuer P. kochi au genre « Diopecephalus ».
En 2018, Ch. Bennett contredit la validité du genre Aerodactylus sur plusieurs points :
- les caractéristiques du crâne d'Aerodactylus, mises en avant par les inventeurs du genre, sont très peu différentes de celles de Pterodactylus ;
- les courbes de croissance des spécimens attribués à Aerodactylus sont très différentes de celles des autres ptérodactyloïdes de Solnhofen, ce qui pourrait indiquer que cet échantillonnage est hétérogène ;
- aucune preuve tangible n'a été fournie pour exclure que les légères différences entre Aerodactylus et Pterodactylus ne sont pas des artéfacts de fossilisation ou de variation individuelle parmi les spécimens.

Bennett en conclut que Aerodactylus scolopaciceps est un synonyme junior de Pterodactylus antiquus, et que le genre Aerodactylus n'est pas valide.
En résumé, Steven Vidovic et David Martill voient trois espèces différentes voire trois genres distincts, là où Christopher Bennett ne considère que différents stades précoces de croissance d'une seule espèce Pterodactylus antiquus.

### Liste des espèces, synonymes et noms douteux
La liste suivante comprend les noms de spécimens fossiles qui ont, à un moment, été rapprochés ou attribués au genre Pterodactylus en Allemagne. Les changements taxonomiques ont été nombreux sur un intervalle de temps de plus de 200 ans. Ces espèces sont pour la quasi-totalité, soit considérées comme des nomina dubia, des « noms douteux » basés sur des restes partiels insuffisants pour une détermination valide, soit mis en synonymie avec l'espèce type Pterodactylus antiquus ou avec des espèces appartenant à d'autres genres.
| Nom                                | Auteur                         | Année       | Statut                                                       | Notes                                                                          |
| ---------------------------------- | ------------------------------ | ----------- | ------------------------------------------------------------ | ------------------------------------------------------------------------------ |
| Pterodactylus antiquus             | (Sömmerring) Rafinesque        | (1812) 1815 | Valide, espèce type                                          | À l'origine Ptéro-dactyle, Cuvier 1809                                         |
| Ornithocephalus antiquus           | von Sömmerring                 | 1812        | Synonyme de Pterodactylus antiquus                           | Synonyme junior de P. antiquus                                                 |
| Ornithocephalus brevirostris       | von Sömmerring                 | 1816        | Synonyme de Ctenochasma elegans                              | Basé sur un spécimen juvénile                                                  |
| Ptenodracon brevirostris           | (von Sömmerring) Lydekker      | (1816) 1888 | Synonyme de Ctenochasma elegans                              | Reclassé à partir de Pterodactylus brevirostris, basé sur un spécimen juvénile |
| Pterodactylus brevirostris         | (von Sömmerring) Oken          | (1816) 1819 | Synonyme de Ctenochasma elegans                              | Correction du nom Ornithocephalus brevirostris, basé sur un spécimen juvénile  |
| Pterodactylus longirostris         | Cuvier                         | 1819        | Synonyme de Pterodactylus antiquus                           |                                                                                |
| Macrotrachelus longirostris        | (Cuvier) Giebel                | (1819) 1852 | Synonyme de Pterodactylus antiquus                           | Reclassé à partir de Pterodactylus longirostris                                |
| Ornithocephalus longirostris       | (Cuvier) Ritgen                | (1819) 1826 | Synonyme de Pterodactylus antiquus                           | Correction de nom incorrect pour Pterodactylus longirostris                    |
| Pterodactylus « suevicus »         | Oken                           | 1825        | Synonyme de Pterodactylus antiquus                           | Nomen nudum                                                                    |
| Pterodactylus crocodilocephaloides | Ritgen                         | 1826        | Synonyme de Pterodactylus antiquus                           |                                                                                |
| Pterodactylus spectabilis          | von Meyer                      | 1861        | Synonyme de Pterodactylus antiquus                           |                                                                                |
| Pterodactylus grandis              | Cuvier                         | 1825        | Nomen dubium, synonyme possible de Rhamphorhynchus muensteri |                                                                                |
| Pterodactylus kochi                | (Wagner)                       | (1837)      | Synonyme de Pterodactylus antiquus                           | Correction de nom pour Ornithocephalus kochi                                   |
| Ornithocephalus kochi              | Wagner                         | 1837        | Synonyme de Pterodactylus kochi                              |                                                                                |
| Diopecephalus kochi                | (Wagner) Seeley                | (1837) 1871 | Synonyme de Pterodactylus kochi                              | Reclassification de Pterodactylus kochi                                        |
| Pterodactylus meyeri               | Muenster                       | 1842        | Synonyme de Pterodactylus kochi                              |                                                                                |
| Ornithocephalus meyeri             | (Muenster) Wagner              | (1842) 1851 | Synonyme de Pterodactylus kochi                              | Correction de nom incorrect pour Pterodactylus meyeri                          |
| Pterodactylus grandipelvis         | von Meyer                      | 1860        | Nomen dubium                                                 |                                                                                |
| Pterodactylus cerinensis           | von Meyer                      | 1860        | Nomen dubium                                                 |                                                                                |
| Pterodactylus scolopaciceps        | (von Meyer) Vidovic et Martill | (1860) 2014 | Renommé Aerodactylus scolopaciceps                           |                                                                                |
| Pterodactylus suprajurensis        | Sauvage                        | 1873        | Nomen dubium                                                 |                                                                                |
| Pterodactylus manseli              | Owen                           | 1874        | Nomen dubium                                                 |                                                                                |
| Pterodactylus pleydelli            | Owen                           | 1874        | Nomen dubium                                                 |                                                                                |
| Pterodactylus arningi              | Reck                           | 1931        | Nomen dubium                                                 |                                                                                |
| Pterodactylus maximus              | Reck                           | 1931        | Nomen dubium                                                 |                                                                                |

### Phylogénie
Il existe un consensus pour placer Pterodactylus parmi les ptérodactyloïdes archaeoptérodactyloïdes auxquels il a donné leurs noms,,.
Par contre, l'appartenance à la famille des Pterodactylidae n'est pas retenue par tous les paléontologues.
En 1830, Hermann von Meyer, a utilisé le terme Pterodactyli pour rassembler Pterodactylus et tous les autres ptérosaures connus à cette époque. Ce nom a été amendé par Charles Lucien Bonaparte en 1838 pour ériger la famille des Pterodactylidae. La définition de ce clade est discutée entre spécialistes,,.
Le cladogramme ci-dessous montre les résultats de l'étude phylogénétique réalisée en 2018 par Longrich, Martill et Andres. Il intègre la description du genre Kryptodrakon. Il montre la position de Pterodactylus antiquus comme un ptérodactyloïde archaeoptérodactyloïde du clade des Euctenochasmatia :
|  | Germanodactylus cristatus     |
|  |                               |
|  | Germanodactylus rhamphastinus |
|  |                               |

| Gallodactylidae | \| \| Cycnorhamphus suevicus \| \| \| \| \| \| Normannognathus wellnhoferi \| \| \| \| |
|                 | \| \| Cycnorhamphus suevicus \| \| \| \| \| \| Normannognathus wellnhoferi \| \| \| \| |
|                 | Ctenochasmatoidea                                                                      |
|                 |                                                                                        |
|                 | Cycnorhamphus suevicus                                                                 |
|                 |                                                                                        |
|                 | Normannognathus wellnhoferi                                                            |
|                 |                                                                                        |

|  | Cycnorhamphus suevicus      |
|  |                             |
|  | Normannognathus wellnhoferi |
|  |                             |

| Gallodactylidae | \| \| Cycnorhamphus suevicus \| \| \| \| \| \| Normannognathus wellnhoferi \| \| \| \| |
|                 | \| \| Cycnorhamphus suevicus \| \| \| \| \| \| Normannognathus wellnhoferi \| \| \| \| |
|                 | Ctenochasmatoidea                                                                      |
|                 |                                                                                        |
|                 | Cycnorhamphus suevicus                                                                 |
|                 |                                                                                        |
|                 | Normannognathus wellnhoferi                                                            |
|                 |                                                                                        |

|  | Cycnorhamphus suevicus      |
|  |                             |
|  | Normannognathus wellnhoferi |
|  |                             |

|  | Germanodactylus cristatus     |
|  |                               |
|  | Germanodactylus rhamphastinus |
|  |                               |

| Gallodactylidae | \| \| Cycnorhamphus suevicus \| \| \| \| \| \| Normannognathus wellnhoferi \| \| \| \| |
|                 | \| \| Cycnorhamphus suevicus \| \| \| \| \| \| Normannognathus wellnhoferi \| \| \| \| |
|                 | Ctenochasmatoidea                                                                      |
|                 |                                                                                        |
|                 | Cycnorhamphus suevicus                                                                 |
|                 |                                                                                        |
|                 | Normannognathus wellnhoferi                                                            |
|                 |                                                                                        |

|  | Cycnorhamphus suevicus      |
|  |                             |
|  | Normannognathus wellnhoferi |
|  |                             |

| Gallodactylidae | \| \| Cycnorhamphus suevicus \| \| \| \| \| \| Normannognathus wellnhoferi \| \| \| \| |
|                 | \| \| Cycnorhamphus suevicus \| \| \| \| \| \| Normannognathus wellnhoferi \| \| \| \| |
|                 | Ctenochasmatoidea                                                                      |
|                 |                                                                                        |
|                 | Cycnorhamphus suevicus                                                                 |
|                 |                                                                                        |
|                 | Normannognathus wellnhoferi                                                            |
|                 |                                                                                        |

|  | Cycnorhamphus suevicus      |
|  |                             |
|  | Normannognathus wellnhoferi |
|  |                             |

|  | Germanodactylus cristatus     |
|  |                               |
|  | Germanodactylus rhamphastinus |
|  |                               |

| Gallodactylidae | \| \| Cycnorhamphus suevicus \| \| \| \| \| \| Normannognathus wellnhoferi \| \| \| \| |
|                 | \| \| Cycnorhamphus suevicus \| \| \| \| \| \| Normannognathus wellnhoferi \| \| \| \| |
|                 | Ctenochasmatoidea                                                                      |
|                 |                                                                                        |
|                 | Cycnorhamphus suevicus                                                                 |
|                 |                                                                                        |
|                 | Normannognathus wellnhoferi                                                            |
|                 |                                                                                        |

|  | Cycnorhamphus suevicus      |
|  |                             |
|  | Normannognathus wellnhoferi |
|  |                             |

| Gallodactylidae | \| \| Cycnorhamphus suevicus \| \| \| \| \| \| Normannognathus wellnhoferi \| \| \| \| |
|                 | \| \| Cycnorhamphus suevicus \| \| \| \| \| \| Normannognathus wellnhoferi \| \| \| \| |
|                 | Ctenochasmatoidea                                                                      |
|                 |                                                                                        |
|                 | Cycnorhamphus suevicus                                                                 |
|                 |                                                                                        |
|                 | Normannognathus wellnhoferi                                                            |
|                 |                                                                                        |

|  | Cycnorhamphus suevicus      |
|  |                             |
|  | Normannognathus wellnhoferi |
|  |                             |

|  | Germanodactylus cristatus     |
|  |                               |
|  | Germanodactylus rhamphastinus |
|  |                               |

| Gallodactylidae | \| \| Cycnorhamphus suevicus \| \| \| \| \| \| Normannognathus wellnhoferi \| \| \| \| |
|                 | \| \| Cycnorhamphus suevicus \| \| \| \| \| \| Normannognathus wellnhoferi \| \| \| \| |
|                 | Ctenochasmatoidea                                                                      |
|                 |                                                                                        |
|                 | Cycnorhamphus suevicus                                                                 |
|                 |                                                                                        |
|                 | Normannognathus wellnhoferi                                                            |
|                 |                                                                                        |

|  | Cycnorhamphus suevicus      |
|  |                             |
|  | Normannognathus wellnhoferi |
|  |                             |

| Gallodactylidae | \| \| Cycnorhamphus suevicus \| \| \| \| \| \| Normannognathus wellnhoferi \| \| \| \| |
|                 | \| \| Cycnorhamphus suevicus \| \| \| \| \| \| Normannognathus wellnhoferi \| \| \| \| |
|                 | Ctenochasmatoidea                                                                      |
|                 |                                                                                        |
|                 | Cycnorhamphus suevicus                                                                 |
|                 |                                                                                        |
|                 | Normannognathus wellnhoferi                                                            |
|                 |                                                                                        |

|  | Cycnorhamphus suevicus      |
|  |                             |
|  | Normannognathus wellnhoferi |
|  |                             |

|  | Germanodactylus cristatus     |
|  |                               |
|  | Germanodactylus rhamphastinus |
|  |                               |

| Gallodactylidae | \| \| Cycnorhamphus suevicus \| \| \| \| \| \| Normannognathus wellnhoferi \| \| \| \| |
|                 | \| \| Cycnorhamphus suevicus \| \| \| \| \| \| Normannognathus wellnhoferi \| \| \| \| |
|                 | Ctenochasmatoidea                                                                      |
|                 |                                                                                        |
|                 | Cycnorhamphus suevicus                                                                 |
|                 |                                                                                        |
|                 | Normannognathus wellnhoferi                                                            |
|                 |                                                                                        |

|  | Cycnorhamphus suevicus      |
|  |                             |
|  | Normannognathus wellnhoferi |
|  |                             |

| Gallodactylidae | \| \| Cycnorhamphus suevicus \| \| \| \| \| \| Normannognathus wellnhoferi \| \| \| \| |
|                 | \| \| Cycnorhamphus suevicus \| \| \| \| \| \| Normannognathus wellnhoferi \| \| \| \| |
|                 | Ctenochasmatoidea                                                                      |
|                 |                                                                                        |
|                 | Cycnorhamphus suevicus                                                                 |
|                 |                                                                                        |
|                 | Normannognathus wellnhoferi                                                            |
|                 |                                                                                        |

|  | Cycnorhamphus suevicus      |
|  |                             |
|  | Normannognathus wellnhoferi |
|  |                             |

|  | Germanodactylus cristatus     |
|  |                               |
|  | Germanodactylus rhamphastinus |
|  |                               |

| Gallodactylidae | \| \| Cycnorhamphus suevicus \| \| \| \| \| \| Normannognathus wellnhoferi \| \| \| \| |
|                 | \| \| Cycnorhamphus suevicus \| \| \| \| \| \| Normannognathus wellnhoferi \| \| \| \| |
|                 | Ctenochasmatoidea                                                                      |
|                 |                                                                                        |
|                 | Cycnorhamphus suevicus                                                                 |
|                 |                                                                                        |
|                 | Normannognathus wellnhoferi                                                            |
|                 |                                                                                        |

|  | Cycnorhamphus suevicus      |
|  |                             |
|  | Normannognathus wellnhoferi |
|  |                             |

| Gallodactylidae | \| \| Cycnorhamphus suevicus \| \| \| \| \| \| Normannognathus wellnhoferi \| \| \| \| |
|                 | \| \| Cycnorhamphus suevicus \| \| \| \| \| \| Normannognathus wellnhoferi \| \| \| \| |
|                 | Ctenochasmatoidea                                                                      |
|                 |                                                                                        |
|                 | Cycnorhamphus suevicus                                                                 |
|                 |                                                                                        |
|                 | Normannognathus wellnhoferi                                                            |
|                 |                                                                                        |

|  | Cycnorhamphus suevicus      |
|  |                             |
|  | Normannognathus wellnhoferi |
|  |                             |

|  | Germanodactylus cristatus     |
|  |                               |
|  | Germanodactylus rhamphastinus |
|  |                               |

| Gallodactylidae | \| \| Cycnorhamphus suevicus \| \| \| \| \| \| Normannognathus wellnhoferi \| \| \| \| |
|                 | \| \| Cycnorhamphus suevicus \| \| \| \| \| \| Normannognathus wellnhoferi \| \| \| \| |
|                 | Ctenochasmatoidea                                                                      |
|                 |                                                                                        |
|                 | Cycnorhamphus suevicus                                                                 |
|                 |                                                                                        |
|                 | Normannognathus wellnhoferi                                                            |
|                 |                                                                                        |

|  | Cycnorhamphus suevicus      |
|  |                             |
|  | Normannognathus wellnhoferi |
|  |                             |

| Gallodactylidae | \| \| Cycnorhamphus suevicus \| \| \| \| \| \| Normannognathus wellnhoferi \| \| \| \| |
|                 | \| \| Cycnorhamphus suevicus \| \| \| \| \| \| Normannognathus wellnhoferi \| \| \| \| |
|                 | Ctenochasmatoidea                                                                      |
|                 |                                                                                        |
|                 | Cycnorhamphus suevicus                                                                 |
|                 |                                                                                        |
|                 | Normannognathus wellnhoferi                                                            |
|                 |                                                                                        |

|  | Cycnorhamphus suevicus      |
|  |                             |
|  | Normannognathus wellnhoferi |
|  |                             |

|  | Germanodactylus cristatus     |
|  |                               |
|  | Germanodactylus rhamphastinus |
|  |                               |

| Gallodactylidae | \| \| Cycnorhamphus suevicus \| \| \| \| \| \| Normannognathus wellnhoferi \| \| \| \| |
|                 | \| \| Cycnorhamphus suevicus \| \| \| \| \| \| Normannognathus wellnhoferi \| \| \| \| |
|                 | Ctenochasmatoidea                                                                      |
|                 |                                                                                        |
|                 | Cycnorhamphus suevicus                                                                 |
|                 |                                                                                        |
|                 | Normannognathus wellnhoferi                                                            |
|                 |                                                                                        |

|  | Cycnorhamphus suevicus      |
|  |                             |
|  | Normannognathus wellnhoferi |
|  |                             |

| Gallodactylidae | \| \| Cycnorhamphus suevicus \| \| \| \| \| \| Normannognathus wellnhoferi \| \| \| \| |
|                 | \| \| Cycnorhamphus suevicus \| \| \| \| \| \| Normannognathus wellnhoferi \| \| \| \| |
|                 | Ctenochasmatoidea                                                                      |
|                 |                                                                                        |
|                 | Cycnorhamphus suevicus                                                                 |
|                 |                                                                                        |
|                 | Normannognathus wellnhoferi                                                            |
|                 |                                                                                        |

|  | Cycnorhamphus suevicus      |
|  |                             |
|  | Normannognathus wellnhoferi |
|  |                             |

L'analyse de 2017 réalisée par Steven Vidovic et David Martill, avant la description de Kryptodrakon était sensiblement différente. Elle considère P. antiquus en position plus basale et positionne autrement le clade des Lophocratia :
|                   | Diopecephalus kochi                                                  |
|                   |                                                                      |
| Ctenochasmatoidea | \| \| Aurorazhdarchia \| \| \| \| \| \| Ctenochasmatidae \| \| \| \| |
|                   | \| \| Aurorazhdarchia \| \| \| \| \| \| Ctenochasmatidae \| \| \| \| |
|                   | Aurorazhdarchia                                                      |
|                   |                                                                      |
|                   | Ctenochasmatidae                                                     |
|                   |                                                                      |

|  | Aurorazhdarchia  |
|  |                  |
|  | Ctenochasmatidae |
|  |                  |

|                   | Diopecephalus kochi                                                  |
|                   |                                                                      |
| Ctenochasmatoidea | \| \| Aurorazhdarchia \| \| \| \| \| \| Ctenochasmatidae \| \| \| \| |
|                   | \| \| Aurorazhdarchia \| \| \| \| \| \| Ctenochasmatidae \| \| \| \| |
|                   | Aurorazhdarchia                                                      |
|                   |                                                                      |
|                   | Ctenochasmatidae                                                     |
|                   |                                                                      |

|  | Aurorazhdarchia  |
|  |                  |
|  | Ctenochasmatidae |
|  |                  |

|                   | Diopecephalus kochi                                                  |
|                   |                                                                      |
| Ctenochasmatoidea | \| \| Aurorazhdarchia \| \| \| \| \| \| Ctenochasmatidae \| \| \| \| |
|                   | \| \| Aurorazhdarchia \| \| \| \| \| \| Ctenochasmatidae \| \| \| \| |
|                   | Aurorazhdarchia                                                      |
|                   |                                                                      |
|                   | Ctenochasmatidae                                                     |
|                   |                                                                      |

|  | Aurorazhdarchia  |
|  |                  |
|  | Ctenochasmatidae |
|  |                  |

|                   | Diopecephalus kochi                                                  |
|                   |                                                                      |
| Ctenochasmatoidea | \| \| Aurorazhdarchia \| \| \| \| \| \| Ctenochasmatidae \| \| \| \| |
|                   | \| \| Aurorazhdarchia \| \| \| \| \| \| Ctenochasmatidae \| \| \| \| |
|                   | Aurorazhdarchia                                                      |
|                   |                                                                      |
|                   | Ctenochasmatidae                                                     |
|                   |                                                                      |

|  | Aurorazhdarchia  |
|  |                  |
|  | Ctenochasmatidae |
|  |                  |

|                   | Diopecephalus kochi                                                  |
|                   |                                                                      |
| Ctenochasmatoidea | \| \| Aurorazhdarchia \| \| \| \| \| \| Ctenochasmatidae \| \| \| \| |
|                   | \| \| Aurorazhdarchia \| \| \| \| \| \| Ctenochasmatidae \| \| \| \| |
|                   | Aurorazhdarchia                                                      |
|                   |                                                                      |
|                   | Ctenochasmatidae                                                     |
|                   |                                                                      |

|  | Aurorazhdarchia  |
|  |                  |
|  | Ctenochasmatidae |
|  |                  |

|                   | Diopecephalus kochi                                                  |
|                   |                                                                      |
| Ctenochasmatoidea | \| \| Aurorazhdarchia \| \| \| \| \| \| Ctenochasmatidae \| \| \| \| |
|                   | \| \| Aurorazhdarchia \| \| \| \| \| \| Ctenochasmatidae \| \| \| \| |
|                   | Aurorazhdarchia                                                      |
|                   |                                                                      |
|                   | Ctenochasmatidae                                                     |
|                   |                                                                      |

|  | Aurorazhdarchia  |
|  |                  |
|  | Ctenochasmatidae |
|  |                  |

|                   | Diopecephalus kochi                                                  |
|                   |                                                                      |
| Ctenochasmatoidea | \| \| Aurorazhdarchia \| \| \| \| \| \| Ctenochasmatidae \| \| \| \| |
|                   | \| \| Aurorazhdarchia \| \| \| \| \| \| Ctenochasmatidae \| \| \| \| |
|                   | Aurorazhdarchia                                                      |
|                   |                                                                      |
|                   | Ctenochasmatidae                                                     |
|                   |                                                                      |

|  | Aurorazhdarchia  |
|  |                  |
|  | Ctenochasmatidae |
|  |                  |

|                   | Diopecephalus kochi                                                  |
|                   |                                                                      |
| Ctenochasmatoidea | \| \| Aurorazhdarchia \| \| \| \| \| \| Ctenochasmatidae \| \| \| \| |
|                   | \| \| Aurorazhdarchia \| \| \| \| \| \| Ctenochasmatidae \| \| \| \| |
|                   | Aurorazhdarchia                                                      |
|                   |                                                                      |
|                   | Ctenochasmatidae                                                     |
|                   |                                                                      |

|  | Aurorazhdarchia  |
|  |                  |
|  | Ctenochasmatidae |
|  |                  |

## Le ptérodactyle dans la culture populaire
Le ptérodactyle est l'un des ptérosaures les plus connus du grand public à la suite de ses nombreuses apparitions dans les médias traitant des dinosaures (et, par extension, des archosaures, dont les ptérosaures), bien qu'il soit souvent confondu avec le ptéranodon.

### Livres
- Dans le roman Le Monde Perdu de Sir Arthur Conan Doyle, le professeur Challenger et son équipe croisent des ptérodactyles au cours de leur périple en Amazonie. Le professeur en capture un et le ramène vivant afin de prouver à ses collègues que des animaux préhistoriques existent encore sur un haut plateau d'Amazonie.

### Dessins animés
- Dans la série de dessins animés Les Pierrafeu, la famille de Fred Pierrafeu et ses voisins mangent du ptérodactyle à la broche et au barbecue.
- Dans la série animée Dinofroz, Eric, l'un des personnages principaux, peut se transformer en ptérodactyle (bien qu'il possède une crête similaire à celle d'un ptéranodon).

## Galerie

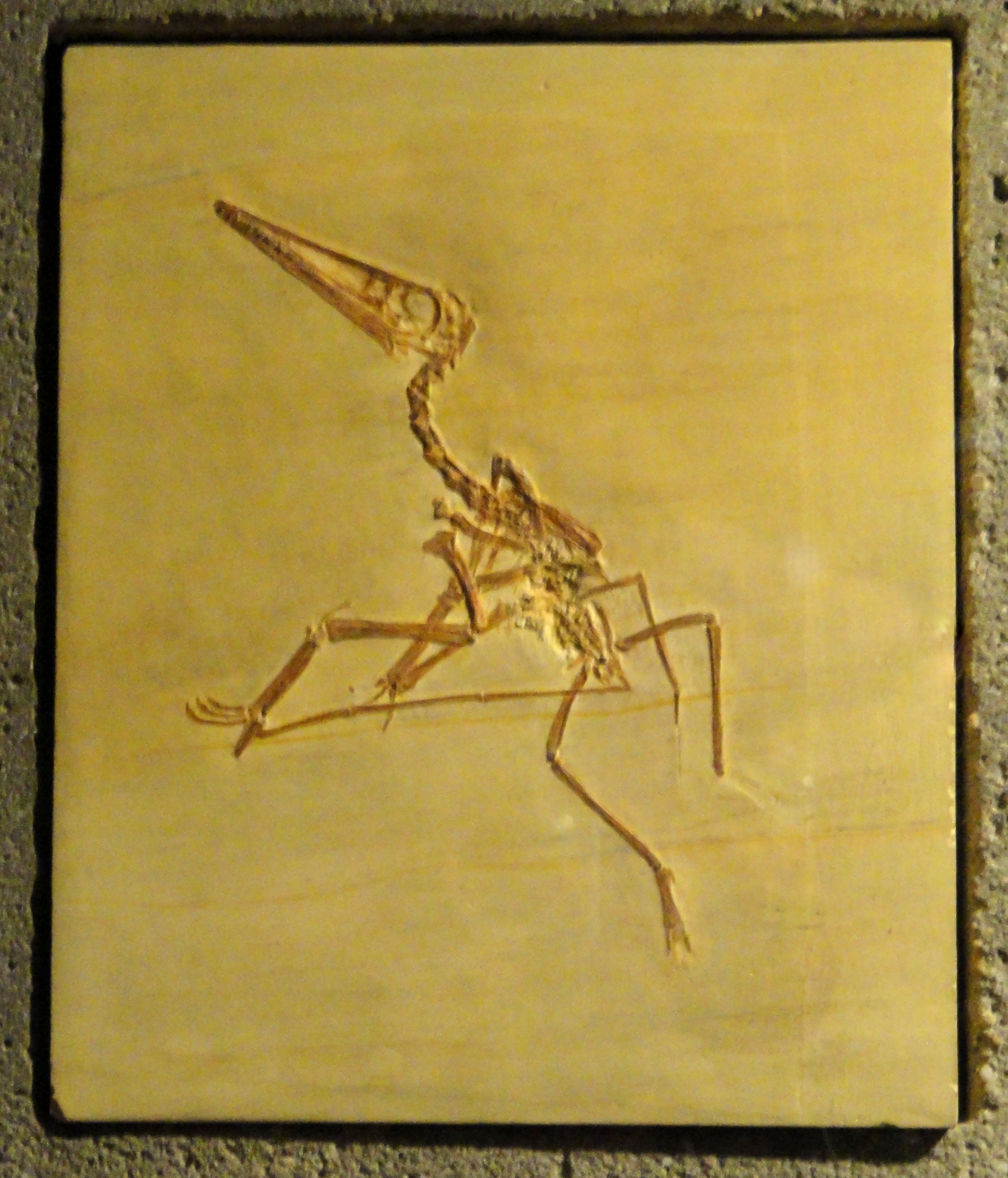
Fossile de P. antiquus au muséum Senckenberg à Francfort-sur-le-Main.
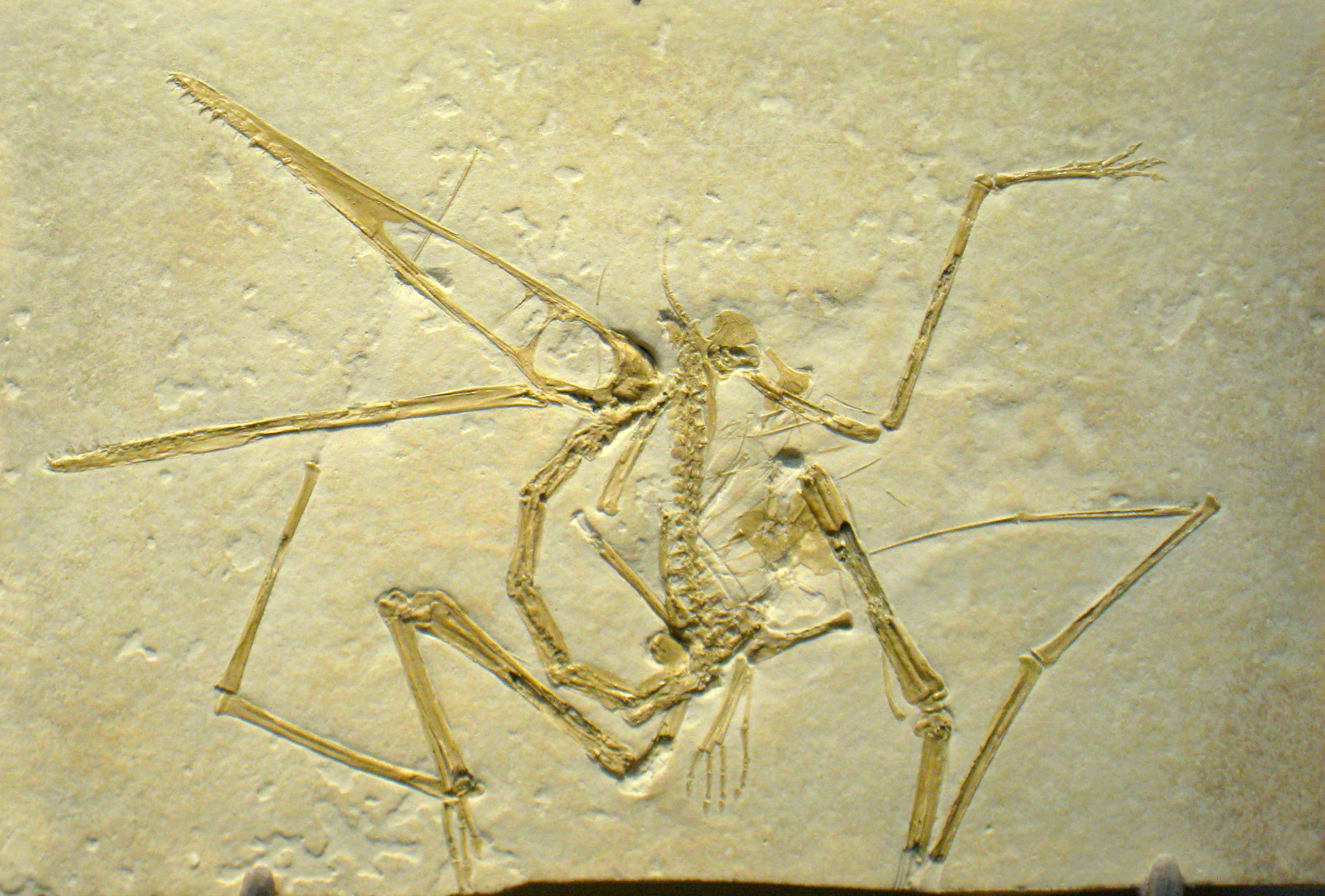
Fossile de P. antiquus au musée Carnegie d'histoire naturelle à Pittsburgh.
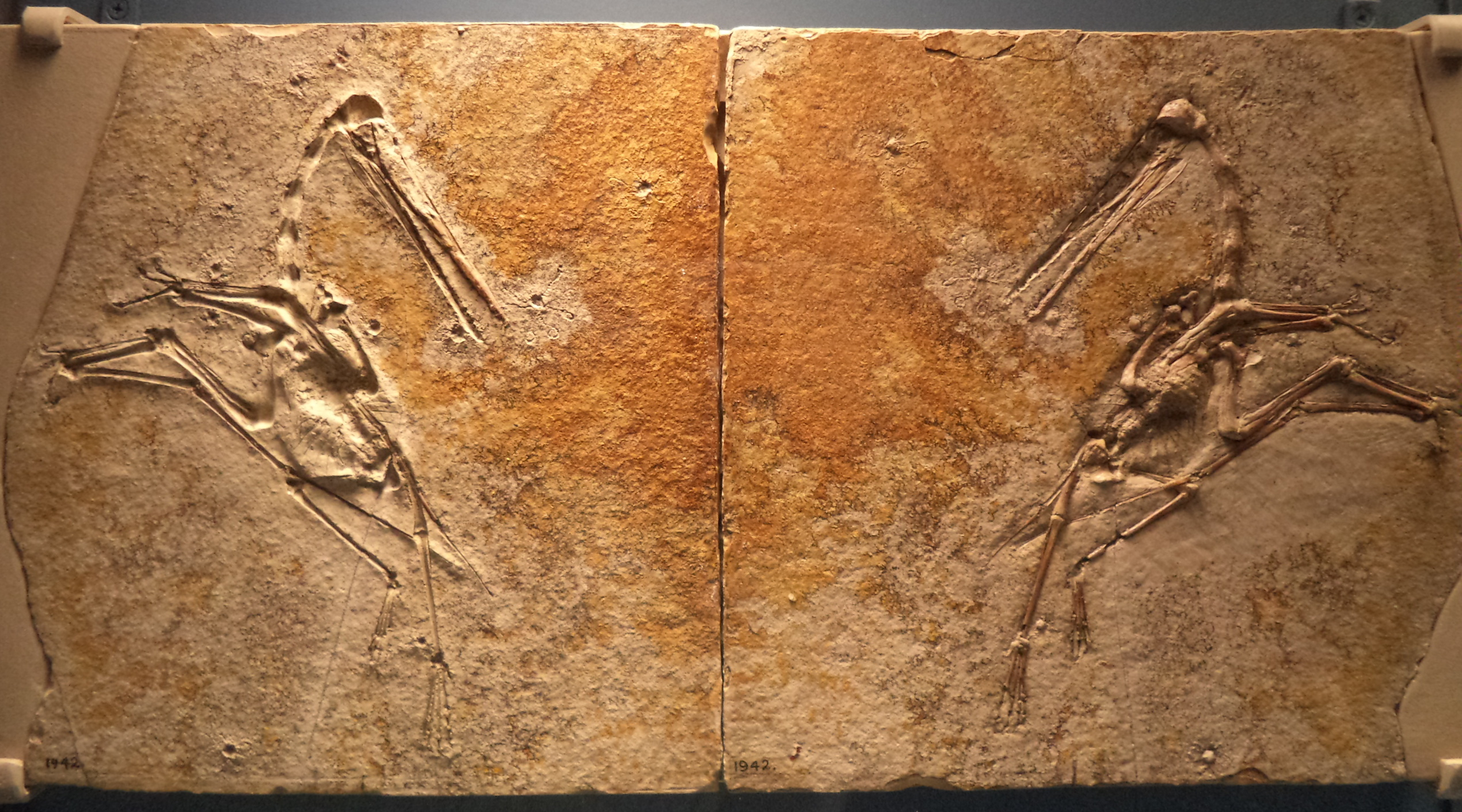
Fossile en empreinte et contre-empreinte de P. antiquus au musée américain d'histoire naturelle, montrant les traces de ses muscles (AMNH 1942).
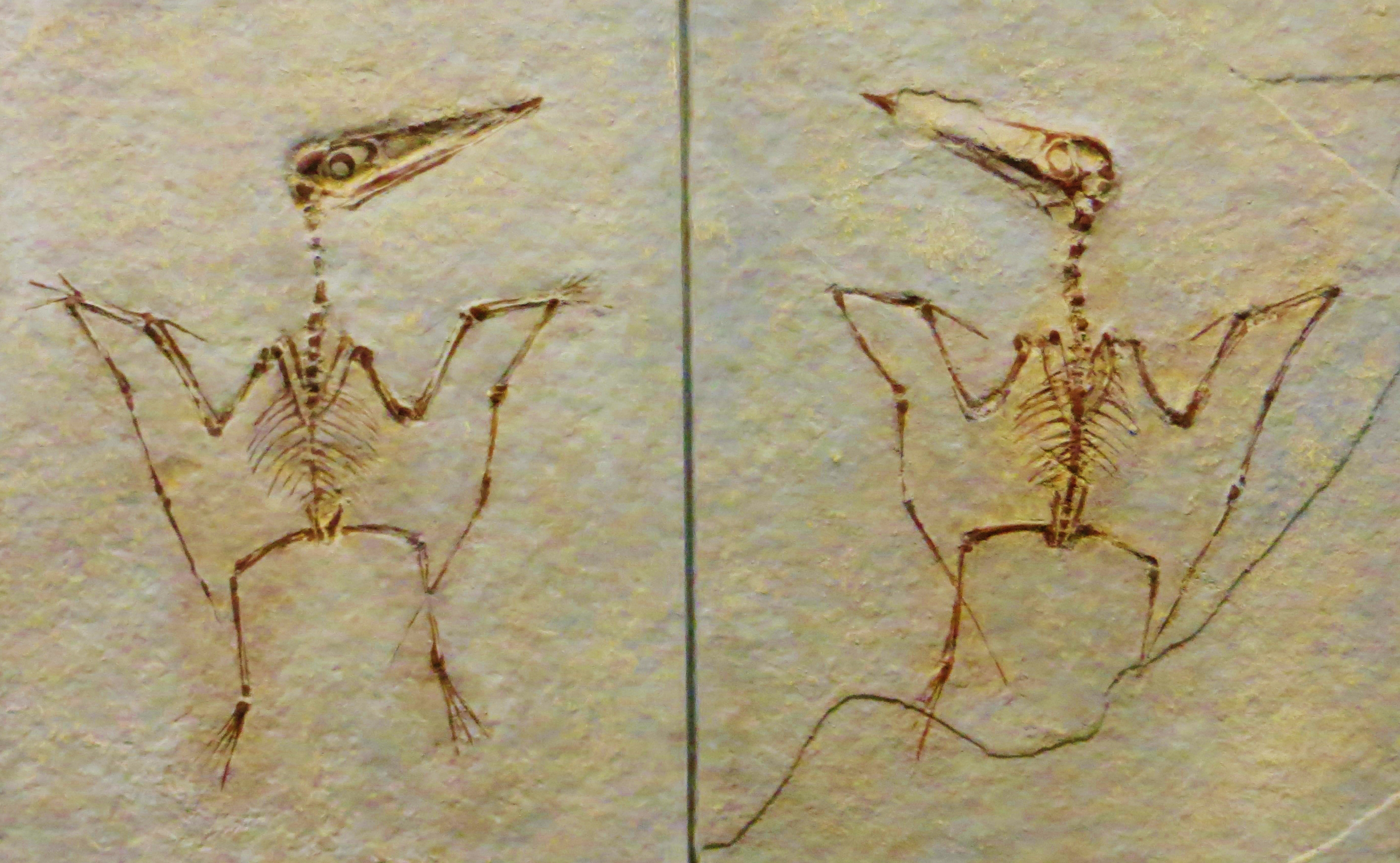
Fossile en empreinte et contre-empreinte d'un spécimen juvénile de P. antiquus.
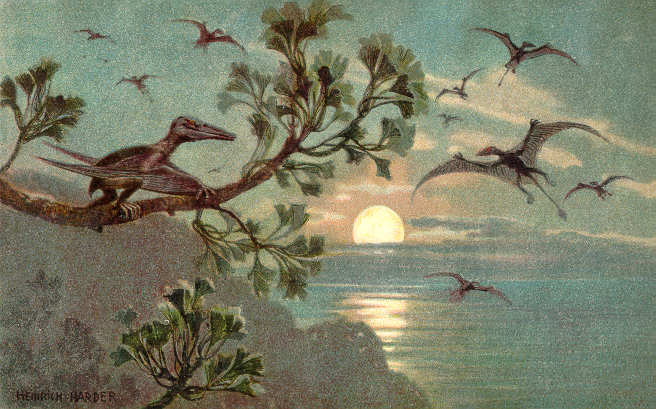
Interprétation de Heinrich Harder (1920), de Perodactylus avec des Rhamphorhynchus à longue queue sur la droite.
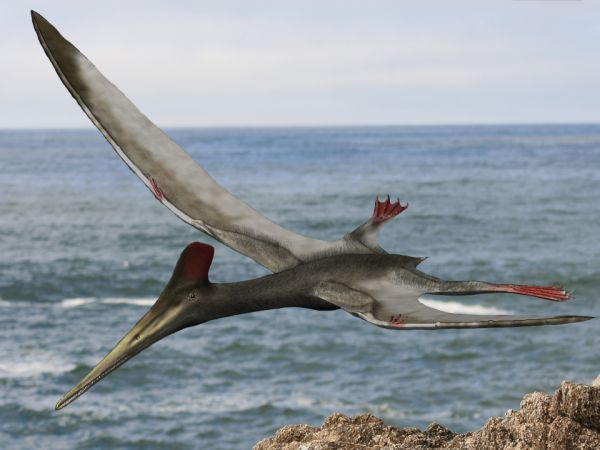
Vue d'artiste de Aerodactylus scolopaciceps ex-Pterodactylus scolopaciceps par Nobu Tamura.